# Artur Bladé

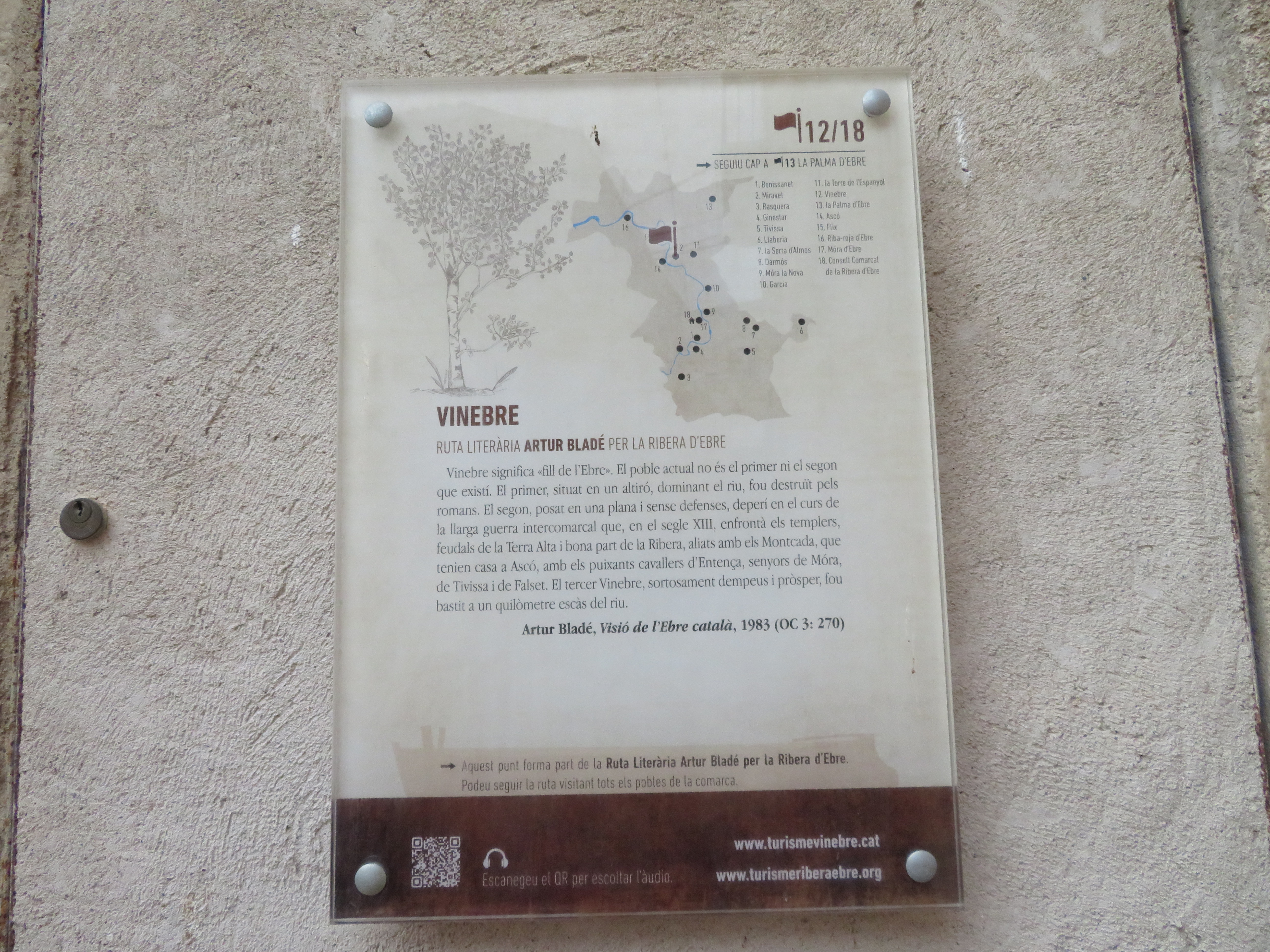
Ruta literaria de Artur Bladé per la Ribera d'Ebre

Artur Bladé i Desumvila (Benisanet, 2 de marzo de 1907 - Barcelona, 23 de diciembre de 1995) fue un periodista y escritor español.

## Biografía
Al finalizar la enseñanza primaria comenzó los estudios de magisterio, pero no los terminó. Vivió en Barcelona entre 1922 y 1929, año en que regresó a Benisanet. Dio clases de catalán en un local de la Sociedad "La Renaixença" de su pueblo. Llegada la República, fue funcionario de la Generalidad de Cataluña en Tortosa y en Barcelona.
Durante la guerra civil española estuvo en el Cuerpo de Sanidad del Ejército del Este cuando fue llamado a filas en 1938. Se exilió en 1939, primero a Francia-donde estudió Arte, Historia y Filosofía en la Universidad de Montpellier-y luego a México donde ejerció, entre otras profesiones, de periodista. Regresó a Cataluña en 1961.
Como periodista, antes de la guerra civil, colaboró en El Llamp de Gandesa, La Riuada de Mora de Ebro y Tivissa de Tivisa. Después escribió en Foment de Reus, La Avançada de Tarragona, L'Opinió de Barcelona, así como Lluita de Tortosa y El Ideal del Ebro de Mora de Ebro.
La escritura de Blade se decanta en tres temas principales: su pueblo natal y la comarca, la biografía y la historia. El estilo es claro y directo. Siempre es patente el tono moral y humanista.
Al regresar a Cataluña, Artur Bladé publicó en las líneas temáticas antes mencionadas. Fue Presidente de honor del Centro de Estudios de la Ribera de Ebro, desde su fundación en 1982, hasta el 23 de diciembre de 1995, fecha de su muerte. La obra memorialística de Bladé sobre las Tierras del Ebro ha recibido elogios unánimes. En 1984 le fue otorgada la Cruz de Sant Jordi.
Estaba casado con Cinta Font Margalef. El matrimonio tuvo un hijo, Artur Blade i Font.
El año 2007 fue proclamado el «Año Bladé» y se inició la publicación de la obra completa.

## Obra

### Prosa
- Crònica del país natal Barcelona: Selecta, 1958
- Els treballs i els dies d'un poble de l'Ebre català Barcelona: Pòrtic, 1967
- Guia de Benissanet Tarragona: Institut d'Estudis Tarraconenses Ramon Berenguer IV, 1982
- Antoni Rovira i Virgili i el seu temps Barcelona: Fundació Vives Casajoana, 1984
- Visió de l'Ebre català. Flix : Centre d'Estudis Ribera d'Ebre, 1983

### Biografías
- Contribució a la biografia del mestre Fabra Barcelona: Dalmau, 1965
- Francesc Pujols per ell mateix Barcelona: Pòrtic, 1967
- El prior Penna Barcelona: Dalmau, 1968
- Pompeu Fabra: biografia essencial Barcelona: Pòrtic, 1969
- El senyor Moragas ("Moraguetes") Barcelona: Pòrtic, 1970
- Antoni Terré : La vida d'un català excepcional Barcelona: Pòrtic, 1978
- El meu Rovira i Virgili Barcelona: Teide, 1981
- Geografia espiritual de Catalunya [El pensament de Francesc Pujols] Barcelona: Llibres de lÍndex, 2004

### Dietarios
- Viure a Tarragona Tarragona: Institut d'Estudis Tarraconenses Ramon Berenguer, 1984
- Viure a Tarragona: fulls d'un dietari (1970-1971) Barcelona: CSIC, 1986
- Viure a Tarragona (1972-1974) Tarragona: Institut d'Estudis Tarraconenses Ramon Berenguer IV, 1989
- Viure a Tarragona: fulls d'un dietari (1975-1976) Tarragona: Institut d'Estudis Tarraconenses Ramon Berenguer IV, 1991

### Memorias
- Viatge a l'esperança Barcelona: Pòrtic, 1973
- L'exilíada Barcelona: Pòrtic, 1976
- De l'exili a Mèxic Barcelona: Curial, 1993
- L'edat d'Or Barcelona: Columna-Tresmall, 1995
- Les primeres descobertes La Riuada Móra d'Ebre: l'autor, 1996

### Historia
- Felibres i catalans Barcelona: Rafael Dalmau, 1964
- Montpeller català Barcelona: Rafael Dalmau, 1965
- El castell de Miravet Barcelona: Rafael Dalmau, 1988
- Els setges de Gandesa i el castell de Móra d'Ebre Barcelona: Rafael Dalmau, 1988

### Poesía
- Versos de la guerra i de l'exili Barcelona: Publicacions de l'Abadia de Montserrat, 2007

### Obra completa
- Cicle de la terra natal I. Benissanet (Els treballs i els dies d'un poble de l'Ebre català) i Gent de la Ribera d'Ebre (Artesans, pagesos, rodaires...) Valls: Cossetània, 2007
- Cicle de l'exili I. L'exiliada Valls: Cossetània, 2007
- Cicle de la terra natal II. (Les primeres descobertes. Crònica del país natal. Vida i mort d'un petit món. Visió de l'Ebre català. Guia de Benissanet). Valls: Cossetània, 2008
- Cicle de les biografies I (El meu Rovira i Virgili. Antoni Terré : La vida d'un català excepcional Valls: Cossetània, 2008